# 蒙塔库托
蒙塔库托（義大利語：Montacuto），是意大利亚历山德里亚省的一个市镇。总面积23.71平方公里，人口310人，人口密度13.1人/平方公里（2009年）。ISTAT代码为006102。